# サウンドカード

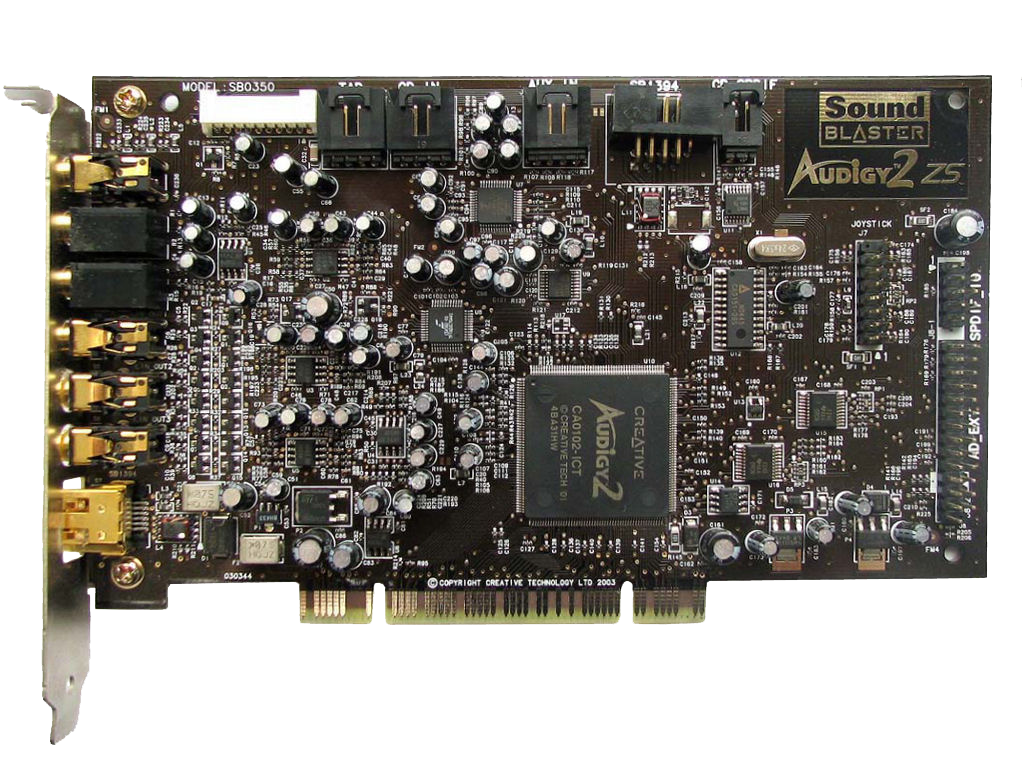
サウンドカードのベストセラー、クリエイティブのSound Blasterシリーズ
(Sound Blaster Audigy 2 ZS)

サウンドカード (Sound card) 、またはサウンドボード (Sound board) は、コンピュータに音響信号の入出力機能を付加または強化する拡張用の回路基板である。
コンピュータに内蔵する形態を採り、主に、PCIやPCI Expressといった内部バスによって接続する。また、ノートパソコン用にExpressCard型のサウンドカードも存在する。サウンドカードと同類のものに、ノートパソコンなどに手軽に接続できるようにUSBバス接続やIEEE 1394接続等の製品があるが、これらはオーディオインターフェースと呼ばれることが多い（後述）。
現在のパーソナルコンピュータにおいて、音響信号の入出力機能はもはや標準機能となっており、多くの機種において、サウンドのデジタル処理を行うDSPはCPUないしはチップセットに内蔵されており、アナログ・デジタル間のコンバートを行うオーディオコーデックを追加するだけでオンボードでサウンド機能を実現できる。かつて普及価格帯にあったサウンドカードは、その価値を標準装備のサウンド機能に譲り、一般ユーザーにおいてはサウンドカードを買い足す必要が薄れた。
現在市販されているサウンドカードは、標準装備のサウンド機能を超えた付加価値を持つ製品である。それらは一般に、ゲーム用や音楽鑑賞用のものが「サウンドカード」と呼ばれ、プロやセミプロが音楽制作などに用いるものが「オーディオカード（あるいはオーディオインターフェース）」と呼ばれる傾向にある。価格は備える音響品質に応じて開きがあるが、サウンドカードは民生用途であることに対し、オーディオカードは商業制作に用いられることと市場が狭いため、それぞれの高級製品を比較した場合にはおおむねオーディオカードに、より高額な製品が多い。

## 音源の変遷

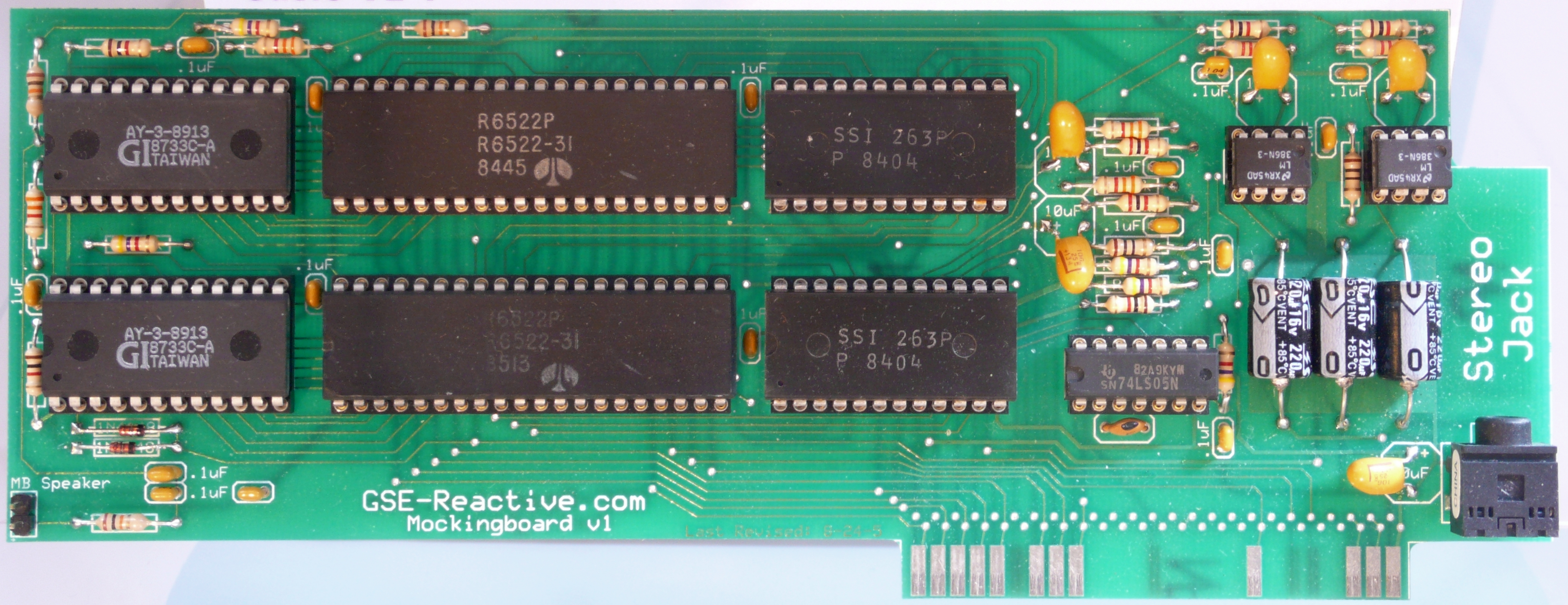
初期のサウンドカード例　Apple Ⅱ用 Mockingboard V1

パーソナルコンピュータの最初期には音声が出ないか、あってもビープ音のみの環境であった。そこで、パーソナルコンピュータに音楽を奏でる機能を持たせるため、サウンドカードが発売された。ごく初期のものではApple IIの Mockingboard が有名で、PSG音源を搭載していた。その後登場した家庭用パーソナルコンピュータの多くは標準的に音源が内蔵されるようになったため、以降はサウンドカードは（当初は家庭用途を想定していなかった）NEC PC-9800シリーズやPC/AT互換機用のものが中心となった。これらの機種用のサウンドカードは、より豊かな音色を出力することのできるFM音源の使用が主流となった（Ad Lib社のサウンドカードやNEC PC-9801-26等）。やがてゲームのBGMなどでMIDIが用いられると、MIDI信号を受けて発音するMIDI音源モジュールをMIDIカード上に実装したものが登場した（ローランドのLAPC-I等）。
1980年代末から90年代にかけて、FM音源に加えPCMで音声の再生を行うPCMデコーダー、および音声を録音するPCMエンコーダーが搭載されたサウンドカードが登場した（Creative Sound BlasterやNEC PC-9801-86等）。この時点でサウンドカードは、パーソナルコンピュータに音源を付加することに加え、音声入出力機能を拡張するものとなった。また、Sound BlasterはMIDIカードとしての機能を有し、Wave Blaster等のドーターボードを搭載することによりMIDI音源としても利用することができた。
この時期に使用されたサウンドカードの多くはジョイスティックを接続するためのインタフェースを備えている。特に、Sound Blasterではジョイスティック接続のためのゲームポートが、MIDIコネクタと兼用となっていた。
Windowsが広く普及した現代では、FM音源の利用はほぼ皆無となり、ゲームBGM再生もMIDIに代えPCMが使われるようになった。また、FM音源やMIDI音源等のエミュレーションを十分に行える処理能力をPCが有するようになった。そのため、サウンドカード上のFM音源やMIDI音源モジュールは需要が薄れ、これを搭載しないサウンドカードが主流となった。
また、外付けタイプのMIDI機器やジョイスティックも2018年現在ではほぼUSBで接続できるため、ゲームポート搭載製品も完全に淘汰された。

## カラーコード
サウンドカード上のコネクター群はPC System Design Guideに基づいて色付けされている。 それぞれのジャックごとに関連付けられている矢印、円、波形などのシンボルイラストは以下の通り:
| 色 | 色             | 機能                                                                                 | コネクター          | シンボルイラスト     |
| -- | -------------- | ------------------------------------------------------------------------------------ | ------------------- | -------------------- |
|    | ピンク         | アナログマイクロフォンオーディオ入力。                                               | 3.5 mm ミニジャック | マイクロフォン       |
|    | ライトブルー   | アナログライン音声入力。                                                             | 3.5 mm ミニジャック | 円の内側へ向かう矢印 |
|    | ライムグリーン | 主ステレオ信号用のアナログライン音声出力（前面スピーカーまたはヘッドフォーン）。     | 3.5 mm ミニジャック | 円の外側へ向かう波形 |
|    | 茶色/褐色      | 特別なパンニング（右から左のスピーカー）のためのアナログライン音声出力。             | 3.5 mm ミニジャック |                      |
|    | 黒色           | サラウンドスピーカー用のアナログライン音声出力。主として背面ステレオ用に用いられる。 | 3.5 mm ミニジャック |                      |
|    | 橙色           | 前面中央スピーカーとサブウーファー用のアナログライン音声出力。                       | 3.5 mm ミニジャック |                      |
|    | 銀色/灰色      | サラウンドサイドチャンネル用のアナログライン音声出力。                               | 3.5 mm ミニジャック |                      |
|    | 金色/灰色      | ゲームポート / MIDI                                                                  | D-Sub 15 ピン       | 波形の両端に矢印     |

## 多チャンネル出力
DVDの普及やゲームの効果音の高度化で音声の多チャンネル化が進み、従来の2chに加え4.1ch、5.1ch、6.1ch、7.1ch、9.1chなど様々な出力に対応するものがある。これらはサウンドカードでデコードされ、各チャンネルがそれぞれライン出力されるのが一般的。また、S/PDIF出力端子を装備したものでは、DVDやCD視聴ソフトウェアが発する多チャンネル音声を、多重化（エンコード）されたままひとつのS/PDIF端子から出力することも広く一般的となっている。この場合、多重化された多チャンネル音声のデコードは、S/PDIFケーブルで接続された別の機器（代表的にはアンプ (音響機器)#AVアンプ（AVセンター）など）が担う。

## 音響処理の複雑化
かつては自作パソコンにおいて、音声を出力するためにはサウンドカードが必須であったが、2000年以降マザーボードにサウンドチップとしてオンボード形式で搭載されているか、チップセットに機能が内蔵されていることが多い。このため、2016年現在ではサウンドカードの普及はその登場当初に比して次第に減少している。
一方、Windows上におけるコンピュータゲームのサウンド環境は年々高度化しており、同時発音数の増加・音声の3Dエフェクト処理・多チャンネル化など、一般的なオンボードチップでは困難な処理能力が求められるようになる。これらの処理が可能なサウンドカードは熱心なゲームユーザーを中心に需要があり、音響関係の複雑な計算を内部のデジタルシグナルプロセッサで行うことでCPUの負荷を軽減するものが多い。

## オーディオカード
サウンドカードをより高音質化し、ASIOや様々な音楽制作用ソフトウェアにネイティブ対応することでオーディオ入出力の機能性や品質向上を図りDTM用途を志向したものはオーディオカードと呼ばれることもある。オーディオカードは一般的なRCA端子の他にMIDI端子・フォーンプラグ・XLRタイプコネクター（通称「キャノン」）・BNC端子といった、実際の音楽制作でよく使われる端子が豊富に用意される点や、音楽制作用の比較的高価なソフトウェアがバンドルされている点で差別化されている。このほか、オーディオカードにはゲーム用途とは異なる音楽制作のための豊富なエフェクトやミキシング機能が備わっておりサウンドカードに比べ高い音質と機能を有しているのが一般的である。さらに近年ではオーディオカードを含むコンピュータ環境の急速な発展を背景に、高額な業務用音響機器を用いる音楽制作環境が比較的低価格なオーディオカード(インターフェース)を中心とした制作環境へと音楽の用途を問わず移行しており需要が増加している。

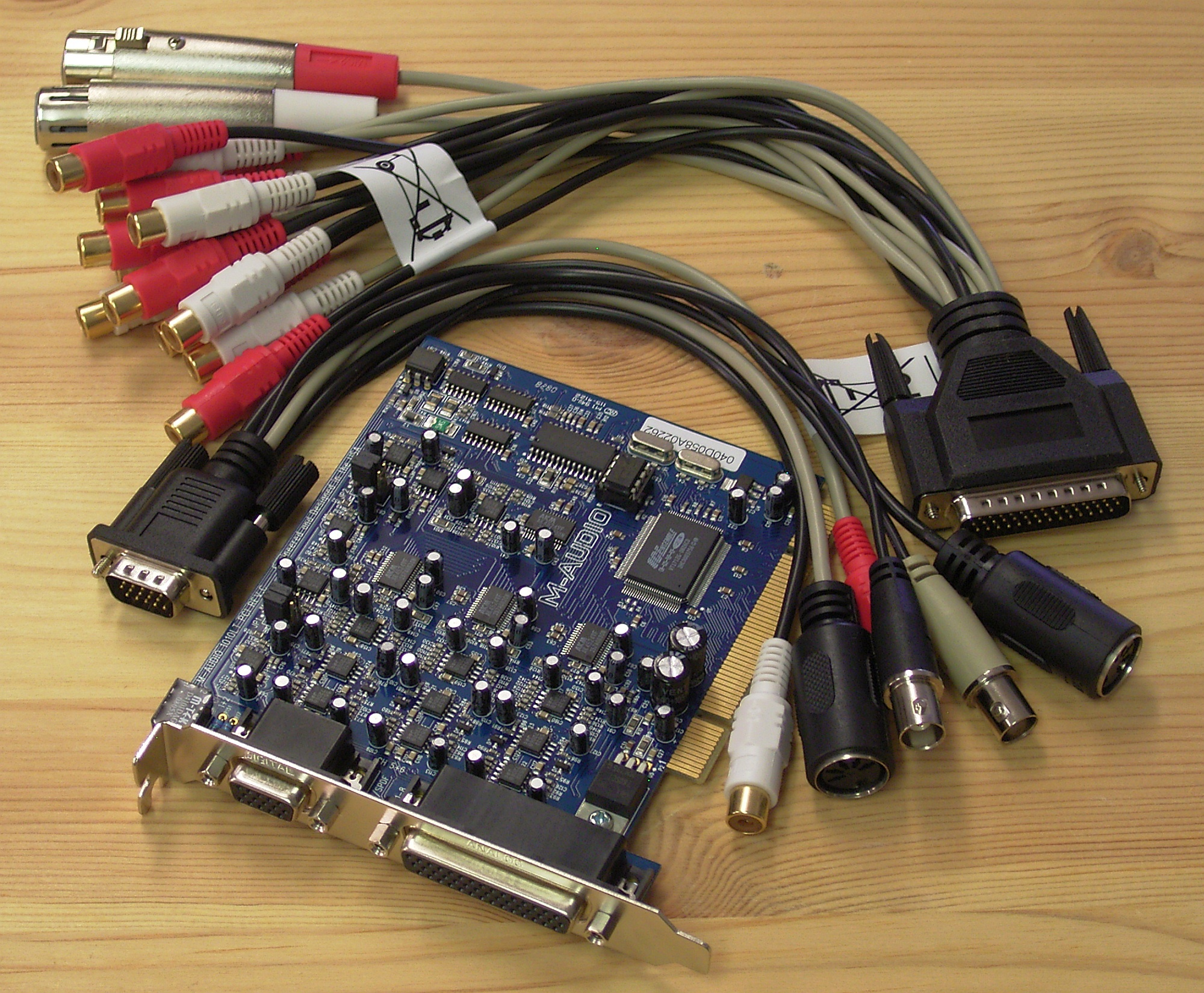
DTM/DAW用 途向けオーディオカードの例（M-Audio R7309376WP)
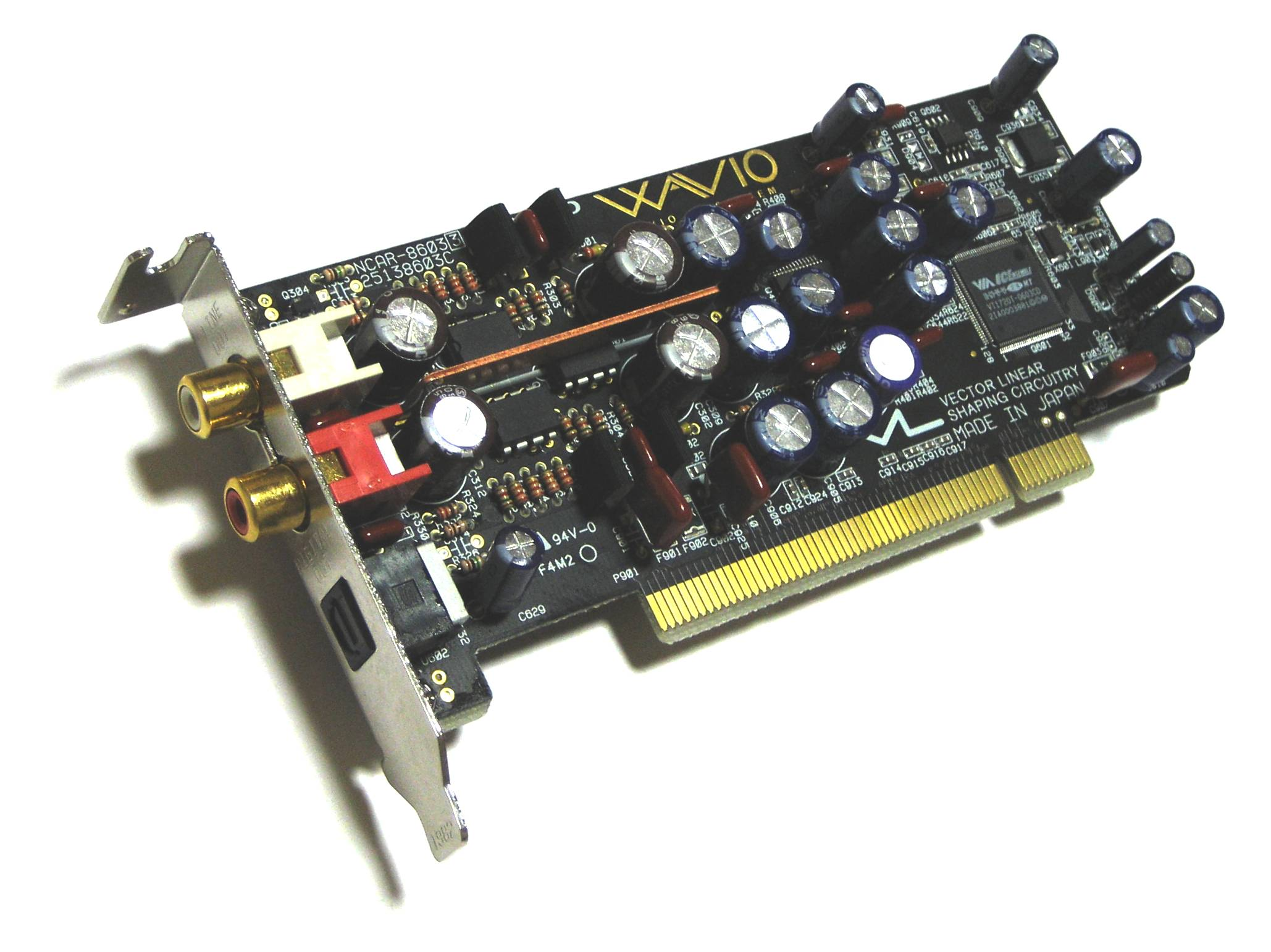
オンキヨー SE-90PCI 音楽制作用途向けの機能は備えず、ライン出力の品質向上に特化している。このような製品はオーディオカードではない。オーディオカードは「リスニングを目的とした高級オーディオ志向」という意味ではないため注意が必要。

## オーディオインターフェース
「オーディオインターフェース」の原義は機器に音声信号を入出力するあらゆる接続点を指す。広い意味での「オーディオインターフェース」は、アナログ音響機器よりは多様な形態の入出力を扱うデジタル機器類において、オーディオ信号用であることを明記する際に用いられることが多い。また、狭い意味ではPCのような音声データを汎用的に扱えるデジタル機器へ主にアナログの音声信号を入出力するための外部装置としての単体製品が「オーディオインターフェース」と呼ばれる。
狭義のオーディオインターフェース製品は、前述のPC内蔵型のオーディオカードで実現されている機能をPC筐体外へ分離させたものと捉えられる。外部接続型にすることで、筐体、それにホストとなるPC等との接続回路や接続コードなどに加え、通常は電源回路が内蔵型より余計に必要となるが、ホストであるデジタル機器の内部環境は、一部の音響機器専用に作られたものを除けば電源を含めてデジタル動作に由来する電磁的ノイズ抑制の配慮がそれほどなされてはおらず、外来ノイズと音声信号を本質的に分別できないアナログ音響機器には本来適していない。内蔵型のオーディオカード自身は相応にノイズ対策が施されてはいるが、デジタルノイズ環境から離脱するには外部接続型が適している。また、ノートパソコンでは後付けでサウンドカード類を内蔵する余地がほとんど無く、音響機能を向上するには自ずとUSBなどを用いた外部接続型になる。外部接続型のオーディオインターフェース製品は一般的に単体では使用できず、ホストとなるPC等と接続して用いられる。
外部接続型のオーディオインターフェース製品とホストとの接続は、外来ノイズに強く信号の多重化に向いたデジタル信号で成され、USBやIEEE 1394 (FireWire) 等が主に用いられる。アナログの音響機器との接続にはXLR入力やTS（2極）/TRS（3極）入出力、RCAピン入出力などを備えるものが多く、内蔵式に多く用いられるミニプラグよりも標準プラグを採用するものが多い傾向がある。これら音声入出力端子に加え、音楽制作用途を志向する製品にはMIDIインターフェイスを内蔵しその入出力コネクタを備えた複合製品もある。
PCがホスト装置の場合、周辺にこのような外部接続型の機器が加わることで電源コードを含めた配線量が増加するが、ほとんどのサウンドカード/オーディオカードは外部接続端子がPC筐体背面に位置するのに対して、外部接続型では手元で音響機器類との配線が行えるため、その点での利便性は向上する。

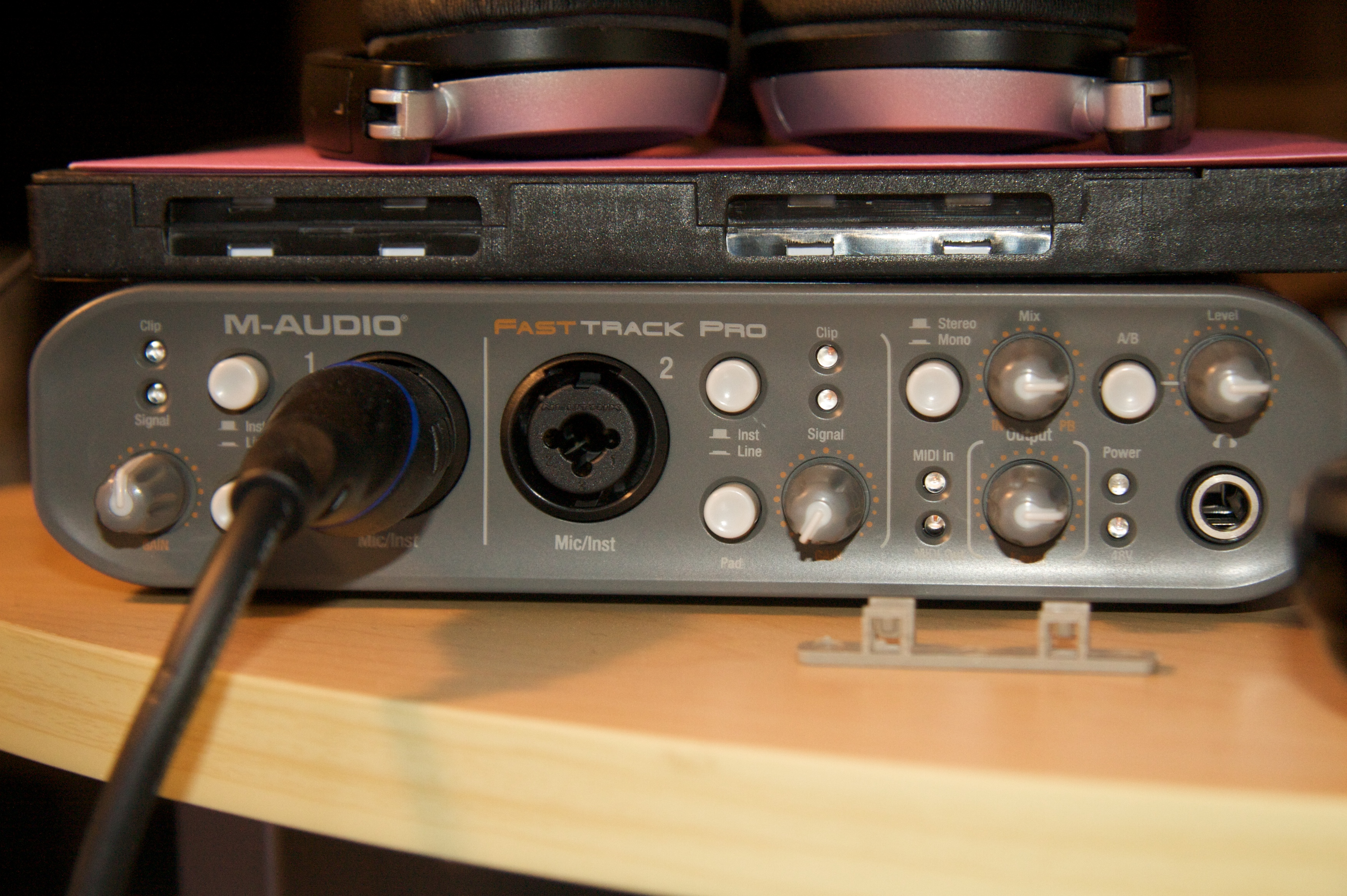
パソコンとの接続にUSBを用いたもの en:M-Audio Fast Track Pro
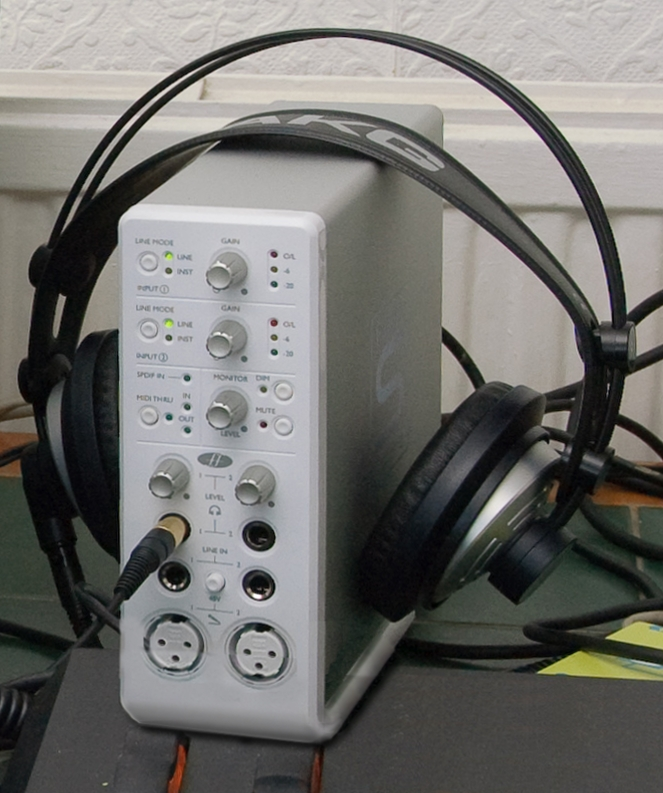
パソコンとの接続にIEEE 1394を用いたもの フォーカスライト社 Saffire
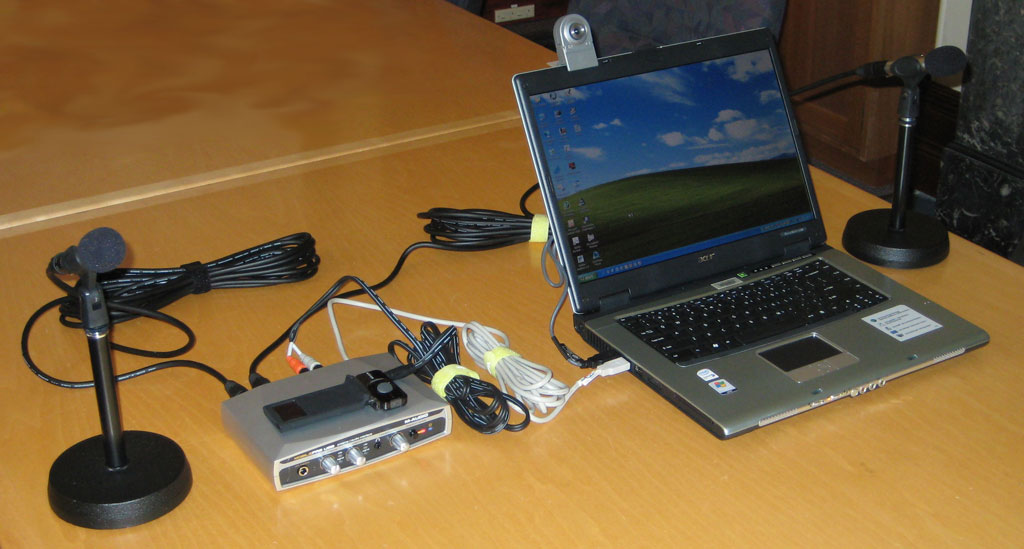
ノートパソコンにUSBで接続されたオーディオインターフェース